# Emile de Antonio
 (octobre 2024).
Si vous disposez d'ouvrages ou d'articles de référence ou si vous connaissez des sites web de qualité traitant du thème abordé ici, merci de compléter l'article en donnant les références utiles à sa vérifiabilité et en les liant à la section « Notes et références ».
Emile Francisco de Antonio, né à Scranton (Pennsylvanie) le 14 mai 1919 et mort à New York le 16 décembre 1989, est un réalisateur et producteur américain de films documentaires décrivant généralement des événements des années 1960 à 1980, tant politiques que sociaux, ainsi que la contre-culture. Il a été décrit par les érudits et critiques comme étant « ... le cinéaste politique le plus important des États-Unis pendant la guerre froide ».

## Biographie
Emile de Antonio est né en 1919 dans la ville minière de Scranton, en Pennsylvanie. Son père, Emilio de Antonio, est un immigrant italien qui a transmis à son fils son amour pour la philosophie, la littérature classique, l'histoire et les arts. Si Emile de Antonio étudie à l'université Harvard aux côtés du futur président John F. Kennedy, il fréquente également la classe ouvrière, exerçant plusieurs petits métiers comme colporteur ou capitaine d'une barge de rivière.
Après avoir servi dans l'armée en tant que pilote de bombardier pendant la Seconde Guerre mondiale, Emile de Antonio retourne aux États-Unis où il fréquente des artistes pop comme Jasper Johns, Robert Rauschenberg et Andy Warhol, duquel il apparaît dans son film Drunk (1964).
En 1959, de Antonio fonde G-String Productions afin de distribuer le film Beat Generation Pull My Daisy et c'est alors qu'il découvre le cinéma. Son premier film, Point of Order! (1964), est un film de compilation couvrant Joseph McCarthy et les audiences Armée-McCarthy (en). En 1968, il signe l'engagement Writers and Editors War Tax Protest, s'engageant à refuser le paiement des impôts en signe de protestation contre la guerre du Vietnam.
En 1966, il réalise Rush to Judgment, un film sur l'assassinat de Kennedy qui est une réfutation de la commission Warren.
De Antonio signe de nombreux films à caractère politique qui suscitent d'importantes controverses et est aussi connu pour son alignement sur la pensée marxiste. Ses films critiquent divers aspects de la culture ou de la politique américaine et l'ensemble reflète un certain degré de dissension politique.
Emile de Antonio meurt d'une crise cardiaque à son domicile new-yorkais à Lower East Side (Manhattan).

## Filmographie
- 1964 : Point of Order (en)
- 1967 : Rush to Judgment (en)
- 1968 : America Is Hard to See
- 1969 : Charge and Countercharge[1]
- 1969 : Vietnam, année du Cochon (In the Year of the Pig)
- 1971 : Millhouse (en)
- 1972 : Painters Painting (en)
- 1975 : McCarthy: Death of a Witch Hunter
- 1976 : Underground (en), coréalisation avec Mary Lampson et Haskell Wexler
- 1982 : In the King of Prussia
- 1989 : Mr. Hoover and I

## Distinctions
- 1983 : Festival international du film de Berlin : prix de l'Organisation catholique internationale du cinéma (OCIC) pour In the King of Prussia[2] (1983) (avec Vincent Hanlon)

### Nominations
- 1970 : Oscars : Meilleur documentaire pour Vietnam, année du Cochon (1968)
- 1990 : festival du film de Sundance : grand prix du jury pour Mr. Hoover and I (1989)